# William Frederick Eberlein
William Frederick Eberlein (* 1917; † 1986) war ein US-amerikanischer Mathematiker.
Eberlein studierte von 1936 bis 1942 an der University of Wisconsin und an der Harvard University, wo er 1942 mit der Arbeit Closure, Convexity, and Linearity in Banach Spaces bei Marshall Harvey Stone promoviert wurde. Er hatte weitere Anstellungen am Institute for Advanced Study (1947–1948), an der University of Wisconsin (1948–1955), an der Wayne State University (1955–1956) und schließlich ab 1957 an der University of Rochester, wo er bis zu seinem Lebensende blieb.
Seine mathematischen Hauptarbeitsgebiete waren die Analysis, Ergodentheorie und Mittelwertsätze, Numerische Integration, Funktionalanalysis und Harmonische Analyse. W. F. Eberlein arbeitete auch in der theoretischen Physik und beschäftigte sich dort mit Modellen der Raumzeit und mit Quantenphysik, insbesondere mit Symmetrien und Spinor Analysis.
Der Satz von Eberlein–Šmulian und die Eberlein-kompakten Räume sind mit seinem Namen verbunden.